# 1860
1860 (số La Mã: MDCCCLX) là một năm nhuận bắt đầu vào Chủ Nhật trong lịch Gregory.

## Sự kiện

### Tháng 3
- 24 tháng 3: Tại Nhật Bản phát sinh sự kiện Anh Điền Môn

### Tháng 7
- 11 tháng 7: Nhật Hoàng Minh Trị kế vị

### Tháng 8
- 2 tháng 8: Lý Tú Thành đại phá quân Thanh tại Giang Tô Thanh Phụ

### Tháng 10
- 6 tháng 10: Liên quân Anh Pháp giải phóng Viên Minh Viên
- 13 tháng 10: Liên quân Anh Pháp vây đánh Bắc Kinh

## Sinh
- 21 tháng 5 – Barton Appler Bean, nhà ngư học người Mỹ (m. 1947).

## Mất
- 6 tháng 6 – Nguyễn Phúc Gia Tĩnh, phong hiệu Kim Hương Công chúa, công chúa con vua Minh Mạng (s. 1831).
- 3 tháng 8 – Nguyễn Phúc Gia Thụy, phong hiệu Bình Xuân Công chúa, công chúa con vua Minh Mạng (s. 1825).
- 11 tháng 9 – Nguyễn Phúc Phổ, tước phong Điện Bàn công, hoàng tử con vua Gia Long (s. 1799).
- 30 tháng 10 – Nguyễn Phúc Miên Phong, tước phong Tân Bình Quận công, hoàng tử con vua Minh Mạng (s. 1824).
- 25 tháng 12 – Nguyễn Phúc Hòa Thận, phong hiệu Định Thành Công chúa, công chúa con vua Minh Mạng (s. 1834).